# Daniel Estrada
Pedro Daniel Estrada Espitia (Iztapalapa, 4 maggio 1985) è un pugile messicano.
Soprannominato Tremendo, ha un record attuale di 18-1, con 14 successi prima del limite.

## Carriera
Estrada ha iniziato la sua carriera professionistica a 19 anni, sconfiggendo il debuttante Ricardo Briceno il 5 giugno 2004. A questo successo sono seguite altre tre vittorie, una delle quali per KOT contro Jose Luis Lopez. Il suo 5º match lo ha visto subire la sua prima sconfitta in carriera, per Split Decision contro Jose Emilio Perea (3-0). L'incontro successivo del giovane Daniel si è svolto il 25 novembre 2005 contro David Salcedo e in quest'occasione il Tremendo è riuscito a stendere al tappeto l'avversario alla 3ª ripresa e a porre fine al match.
A questo successo sono seguite altre 13 vittorie, 12 dei quali arrivate per KO o KOT.